# Unisonic (album)
Unisonic – pierwszy studyjny album hardrockowej grupy Unisonic. Został wydany 30 marca 2012 roku.
Album został odnotowany na listach najpopularniejszych albumów. Najwyżej notowany był na The Official Finnish Charts, gdzie dotarł do 8 miejsca.

## Lista utworów[3]
1. Unisonic
2. Souls Alive
3. Never Too Late
4. I’ve Tried
5. Star Rider
6. Never Change Me
7. Over the Rainbow (European bonus track)
8. Renegade
9. My Sanctuary
10. King for a Day
11. We Rise
12. No one ever sees me
13. The Morning After (Japanese bonus track)
14. I Want Out (live at Loud Park) (North American bonus track)

## Skład zespołu
- Michael Kiske – wokal
- Kai Hansen – gitara rytmiczna
- Mandy Meyer – gitara rytmiczna
- Dennis Ward – gitara basowa
- Kosta Zafiriou – perkusja